# Wilhelm Hertenstein

Wilhelm Hertenstein (ca. 1886)

Wilhelm Friedrich Hertenstein (* 5. Mai 1825 in Kyburg; † 27. November 1888 in Bern, heimatberechtigt in Kyburg) war ein Schweizer Forstmeister, Offizier und Politiker. Im Kanton Zürich war er ab 1858 Mitglied des Kantonsrats, ab 1872 gehörte er der Kantonsregierung an. Ebenfalls ab 1872 vertrat er seinen Kanton im Nationalrat, ab 1878 im Ständerat. Als Vertreter des liberalen Zentrums (der heutigen FDP) wurde er 1879 in den Bundesrat gewählt. Bis zu seinem Tod leitete er das Militärdepartement.

## Biografie

### Beruf und Militär
Er war das drittälteste von vier Kindern des kantonalen Forstmeisters Jakob Hertenstein; seine Mutter starb, als er sieben Jahre alt war. Von 1837 bis 1842 besuchte Hertenstein die Industrieschule in Zürich, daraufhin erlernte er von seinem Vater das Handwerk des Försters. Nach einem Praktikum im Schwarzwald, das er zusammen mit dem nachmaligen Professor und zürcherischen Oberforstmeister Elias Landolt besuchte, absolvierte er Lehrgänge an den Forstschulen in Hohenheim (Württemberg) und Tharandt (Sachsen). 1847 erhielt er das Diplom als Forstmeister, 1853 heiratete er Katharina Elisabetha Thalmann, mit der er zwei Kinder hatte. 1855 übernahm Hertenstein von seinem Vater den Posten als Forstmeister des Kreises II in Fehraltorf und übte diese Tätigkeit die folgenden 17 Jahre aus.
Während des Sonderbundskriegs im November 1847 trat Hertenstein als Leutnant der Artillerie in Erscheinung. Zum Major befördert, führte er im Sommer 1861 zwei Batterien Gebirgsartillerie über den Forcellinapass, was als Bravourstück galt. Von 1866 bis 1872 war er Waffenchef der Zürcher Artillerie und parallel dazu von 1869 bis 1872 Waffenchef der Kavallerie. 1872 folgte die Beförderung zum Obersten, von 1875 bis 1877 hatte er das Kommando der VII. Artilleriebrigade inne.

### Kantons- und Bundespolitik
Hertenstein wurde 1872 in den Zürcher Regierungsrat gewählt. In diesem ansonsten völlig von den Demokraten dominierten Gremium war er der einzige Vertreter der Liberalen. Zunächst leitete er die Militärdirektion, von 1875 bis 1877 die Baudirektion und anschliessend wieder die Militärdirektion. In seine Amtszeit fällt der Bau der Kaserne Zürich in der damals noch eigenständigen Vorortsgemeinde Aussersihl. Er steigerte die Beliebtheit der freiwilligen Schiesskurse und förderte den militärischen Vorunterricht in Form des Kadettenwesens.
Parallel dazu war Hertenstein auch auf nationaler Ebene politisch aktiv. Er kandidierte bei den Parlamentswahlen 1872 und wurde im zweiten Wahlgang zu einem der fünf Vertreter des Wahlkreises Zürich-Südwest im Nationalrat gewählt. Zwar gehörte er der gemässigt liberalen Gruppe um den einflussreichen «Eisenbahnkönig» Alfred Escher an, doch bewies er Eigenständigkeit. Er trat weniger als Führungspersönlichkeit in Erscheinung, sondern als sachbezogener, den Konsens suchender Politiker. Nach den Wahlen von 1878 wechselte er in den Ständerat, dem er jedoch nur wenige Wochen angehörte.
Mit dem Tod vom Johann Jakob Scherer am 23. Dezember 1878 war ein Sitz im Bundesrat frei geworden. Die Zürcher Demokraten fanden keinen geeigneten Nachfolger, weshalb Alfred Escher und Emil Welti stattdessen in diskreter Weise den eben erst zum Ständerat gewählten Hertenstein vorschlugen. Am 21. März 1879 setzte sich dieser bereits im ersten Wahlgang durch und erhielt 92 von 167 abgegebenen Stimmen. Auf seinen linksfreisinnigen Gegenkandidaten Emil Frey entfielen 63 Stimmen, auf weitere Personen 12 Stimmen. Der Landbote kritisierte die Wahl; Hertenstein sei lediglich ein Verlegenheitskandidat gewesen und repräsentiere das «alte System» der Kantonshauptstadt.

### Bundesrat
Während seiner gesamten Amtszeit stand Hertenstein dem Militärdepartement vor. Er setzte die 1875 begonnene Militärorganisation weiter um, die eine verstärkte Kontrolle der kantonalen Heere durch den Bund mit sich brachte. Trotz Widerständen gelang es ihm, das Militärbudget von 11 auf 16 Millionen Franken zu erhöhen. Es gelang ihm auch, eine einheitliche Ausbildung, Ausrüstung und Bewaffnung voranzutreiben. Weitere Neuerungen waren die Einführung von Infanterie-Unteroffiziersschulen, die Neubewaffnung der Artillerie und ein Bauprogramm für Festungsanlagen. Er setzte sich auch für die bessere Ausbildung und Verpflegung der Truppen ein. Als er 1880 Wiederholungskursen für die Landwehr einführen wollte, lehnten die anderen Bundesräte den erforderlichen Kredit zunächst ab, doch setzte er sich schliesslich in dieser Sache ebenfalls durch.
Bei der Bundesratswahl 1881 wurde Hertenstein erneut durch eine Kandidatur von Emil Frey bedrängt, behielt aber mit 95 zu 75 Stimmen die Oberhand. Die weiteren Bestätigungswahlen verliefen problemlos, 1887 schaffte er sogar das beste Ergebnis. 1888 amtierte er als Bundespräsident. Da Numa Droz das bisher geltende Rotationsprinzip beim Amt des Aussenministers durchbrochen hatte und Vorsteher des Politischen Departements blieb, erfolgte kein Departementswechsel. Im November desselben Jahres erkrankte Hertenstein schwer. Eine Blutstauung machte die Amputation eines Unterschenkels erforderlich, an deren Folgen er starb. Er ist der erste Bundespräsident, der seine Amtszeit nicht regulär beenden konnte.